# Berliet VDCK
Unter der Typenbezeichnung Berliet VDCK wurden vom französischen Kraftfahrzeughersteller Berliet in Lyon 1936 und 1938 Prototypen mittlerer Hauben-Lkw hergestellt.

## Technik und Geschichte
Der Berliet VDCK erschien zunächst im Jahr 1936 in zwei Varianten: Als VDCK6 und VDCK4. Bei allen Varianten fällt der kurze Radstand im Vergleich zur relativ hohen Nutzlast auf: Wahrscheinlich war das Fahrzeug als Kipper-Variante gedacht.

### Berliet VDCK6
Dieses Fahrzeug erhielt seine allgemeine Betriebserlaubnis am 12. Juni 1936. Er hatte einen wassergekühlten Vierzylinder-Dieselmotor des Typs MDF2C (Bohrung ×  Hub 110 × 150 mm, 5702 cm³ Hubraum, 15 Steuer-PS, effektive Leistung 65 PS bei 1800/min.). Zur Wahl standen zwei Radstände (2,90 oder 4,155 m). Die Länge des Fahrzeugs betrug 5,13 oder 7,13 m, seine Breite 2,20 m. Das Leergewicht des bloßen Chassis betrug je nach Länge und Radstand 3050 oder 3100 kg, das höchstzulässige Gesamtgewicht 7800 oder 7900 kg, die Nutzlast wird mit 4,5 Tonnen angegeben. Es wurden die Chassisnummern 152701 bis 152750 (50 Stück) reserviert, indessen taucht das Fahrzeug in der Produktionsstatistik nicht auf.

### Berliet VDCK4
Dieses Fahrzeug folgte als schwächere Variante und erhielt seine allgemeine Betriebserlaubnis am 14. September 1936. Er hatte einen wassergekühlten Vierzylinder-Dieselmotor des Typs MDGW (Bohrung ×  Hub 100 × 140 mm, 4398 cm³ Hubraum, 12 Steuer-PS, effektive Leistung bei 1800/min. nicht angegeben). Zur Wahl standen drei Radstände (2,90, 3,98 oder 4,155 m). Die Länge des Fahrzeugs betrug wie beim VDCK6 5,13 oder 7,13 m, seine Breite 2,20 m. Das Leergewicht des bloßen Chassis betrug je nach Länge und Radstand 3200 oder 3330 kg, das höchstzulässige Gesamtgewicht 9700 kg, die Nutzlast war wegen der geringeren Motorleistung auf 4 Tonnen gesenkt. Es wurden die Chassisnummern 155711 bis 155760 (50 Stück) reserviert, indessen taucht auch dieses Fahrzeug in der Produktionsstatistik nicht auf.

### Berliet VDCK6, 2. Serie
Dieses Fahrzeug erhielt seine allgemeine Betriebserlaubnis am 13. Juni 1938. Er hatte einen wassergekühlten Vierzylinder-Dieselmotor des Typs MDF4(Bohrung ×  Hub 110 × 150 mm, 5702 cm³ Hubraum, 15 Steuer-PS, effektive Leistung 75 PS bei 1800/min). Zur Wahl standen zwei Radstände (2,67 oder 4,35 m). Die Länge des Fahrzeugs betrug 5,14 oder 8,00 m, seine Breite 2,186 m. Das Leergewicht des bloßen Chassis betrug je nach Länge und Radstand 2880 oder 3080 kg, das höchstzulässige Gesamtgewicht 7600 oder 7800 kg, die Nutzlast ist nicht angegeben, dürfte aber bei etwa 5 Tonnen gelegen haben. Chassisnummern wurden nicht reserviert, es taucht auch dieses Fahrzeug in der Produktionsstatistik nicht auf, blieb also offenbar ein Prototyp.

### Originalquellen
Eine Publikation, in der alle vor 1945 gebauten Berliet-Typen individuell abgehandelt wären, gibt es nicht. Neben der unten erwähnten Literatur wurde auf folgende in der Fondation Berliet verwahrte Originalunterlagen zurückgegriffen:
- "Fiches des Mines": Es handelt sich um die Unterlagen zur Erteilung einer allgemeinen Betriebserlaubnis, hierfür ist in Frankreich der "Inspecteur des mines" sachlich zuständig. Diese Unterlagen sind chronologisch geordnet und nummeriert. Nicht zu jedem Typ bzw. Variante gibt es entsprechende Unterlagen, teils, weil sie wohl als Untervarianten eines Typs verstanden wurden, für den eine gesonderte Erlaubnis nicht erforderlich war, teils wohl, weil diese Unterlagen im Laufe der letzten 100 Jahre verlorengegangen sind. Bei Militärtypen gibt es Hinweise, dass eine Betriebserlaubnis direkt durch militärische Dienststellen erfolgte, was entsprechende "fiches des mines" überflüssig machte. Die Quellenbezeichnung lautet: "Fiches No...."
- "Etat des véhicules utilitaires et autobus declares aux mines depuis 1920", eine 15-seitige Zusammenstellung vom 1. Dezember 1941, enthält insbesondere die reservierten Chassisnummernbänder, die jedoch vielfach nicht vollständig ausgeschöpft wurden, einige Typen bzw. Varianten werden nicht erwähnt, Quellenbezeichnung lautet: "Etat S..."
- "Nombre de véhicules construits de 1930 à 1942", siebenseitige Zusammenstellung der zwischen 1930 und 1942 gebauten Stückzahlen an Nutzfahrzeugen, erstellt wohl 1943, erste Seite teilweise irreparabel verderbt, teilweise werden mehrere Typen bzw. Varianten zusammengefasst, Quellenbezeichnung lautet: "Nombre S...."

### Sonstige Literatur
- Monique Chapelle: Berliet. 1. Auflage. EMCE, Saint-Chamond 2016, ISBN 978-2-35740-049-8.
- François Vauvillier: Tous les Berliet militaires 1914–1940, vol.1: les camions. histoire&collections, Paris 2019, ISBN 978-2-35250-496-2.